# Minami (atriz)
Minami Bages (バージュ美波, Bāju Minami) é uma atriz japonesa nascida em Tóquio de ascendência meio francesa. Seu maior papel foi no romance japonês Battle Royale.

## Biografia
Minami nasceu em Tóquio, Japão, em 22 de setembro de 1985. Ela é internacionalmente conhecida por seu papel como Keiko Onuki, namorada de Shogo Kawada, no filme japonês aclamado pela crítica Battle Royale.

### Carreira
Ela trabalhou anteriormente na Horipro, uma gigante agência japonesa de modelos e talentos. Ela atuou no filme de drama japonês de 2006 Humoresque: Sakasama no Chou (Fumores Kue: Borboleta de cabeça para baixo).
Ela atuou em filmes como Toso Kuso Tawake, Lament of the Lamb, Robo Rock e Detroit Metal City e Yukan Club. Ela também estrelou o especial Hanazakari No Kimitachi E, no qual interpreta uma personagem chamada Julia.

### Modelagem
Minami é modelo regular de revistas de moda japonesas, além de aparecer em outras revistas como mina, SEDA, Phat Photo, Dolce Vita e 26ans. Ela também é modelo regular da Shiseido Majolica Majorica e aparece frequentemente em seu site. Ela também apareceu em muitos anúncios de Shisheido e Lotte Pione.

## Participações
- 2000 Battle Royale  (バトルロワイアル) como Onuki Keiko

- 2002 Pesadelo de Yumeko (惨劇館 夢子) como Okuyo Yumeko

- 2003 Abraçado por Mana (マナに抱かれて) como Emi

- 2004 Problema Livre-nos (問題のない私たち) como Shiozaki Maria

- 2005 Tomie: Vingança  (富江 REVENGE) como Fuyugi Yukiko

- 2006 Humoresco: Sakasama no Chou (ユモレスク 〜逆さまの蝶〜) como Sonny

- 2007 Sakuran (さくらん) como Wakagiku

- 2007 Tōbō Kuso Tawake (逃亡くそたわけ) como Hanachan

- 2007 Robo☆Rock (Robo☆Rock) como Kiriko

- 2008 Detroit Metal City (デトロイト・メタル・シティ) como Nina

- 2010 A Vingança Pode Esperar (乱暴と待機) como Nanase

- 2012 Afro Tanaka (アフロ田中) como Sacchan

- 2015 sua neta (Her Granddaughter)

- 2018 Visão como Hana

- 2019 Bárbara de Tezuka

- 2020 Minamata como Aileen

- 2023 Rohan no Louvre como Emma Noguchi[2]

- 2023 Confesse seus crimes como Misaki Kamiya[3]

- 2024 Kaze yo Arashi yo como Ichiko Kamichika[4]

### Séries de Televisão
- 2004 Cheer Heaven (天国への応援歌 チアーズ〜チアリーディングにかけた青春〜) como Tamura Miho

- 2007 Getsuyou Golden (月曜ゴールデン)

- 2007 Segundo Arquivo da Operação Mistério (怪奇大作戦 セカンドファイル) como Ogawa Saori

- 2008 Loss Time Life (ロス:タイム:ライフ) como Yoshida Yukari

- 2008 Salve o Futuro・Boku no shima/Kanojo no Sango (Salve o Futuro・僕の島/彼女のサンゴ) como Inoue Shiori

- 2009 Hanazakari no Kimitachi e como Julia Maxwell

- 2009 OL Nippon (OLにっぽん) como Yabe Sakura

- 2009 The Quiz Show (ザ・クイズショウ) como Mika

- 2010 Trick Shinsaku Special 2 (Trick 新作スペシャル 2) como Sasaki Kikushi

- 2010 Banquete da Classe Baixa (下流の宴) como Miyagi Tamao

- 2011 Metamorfose Humana como Tomura Toshiko

- 2011 Yujo Mameshiba (幼獣マメシバー) como Kitajo Yoshiki

- 2012 Pessoa do Destino (運命の人) como Jahana Michi

- 2022 Kaze yo Arashi yo como Ichiko Kamichika[5]

- 2022 Primeiro Amor[6]